# 沈杰 (成化进士)
沈杰（1450年—1520年），字良臣，南直隶苏州府长洲县人，民籍，明朝政治人物，賜進士出身。

## 生平
成化十六年（1480年）庚子科应天府乡试举人，二十年（1484年）甲辰科二甲第九名進士，授河南归德州知州。入为右軍都督府经历，出知廣東南雄府，以丁忧未赴任。服阕，改授浙江衢州府知府，進階中憲大夫，不久擢山西左参政，又进河南右布政使。未幾，归乡守制，劉瑾执政，被罰米三千六百石。又被弹劾老疾不能视事，遂不复出仕。居吴下十年，正德十五年庚辰六月十三日年七十一卒于家。

## 家族
曾祖沈日彰。祖父沈以潜，明朝御医，博学工诗，历事仁宣二庙。父沈宙，以子贵封奉直大夫归德州知州。母杨氏，封宜人。弟沈燾，弘治進士，官春坊谕德；次沈然、沈譙（舉人）。
娶龔氏，生三子：沈基、沈坚、沈星。孙沈鎰、沈鉉。